# Văile occitane

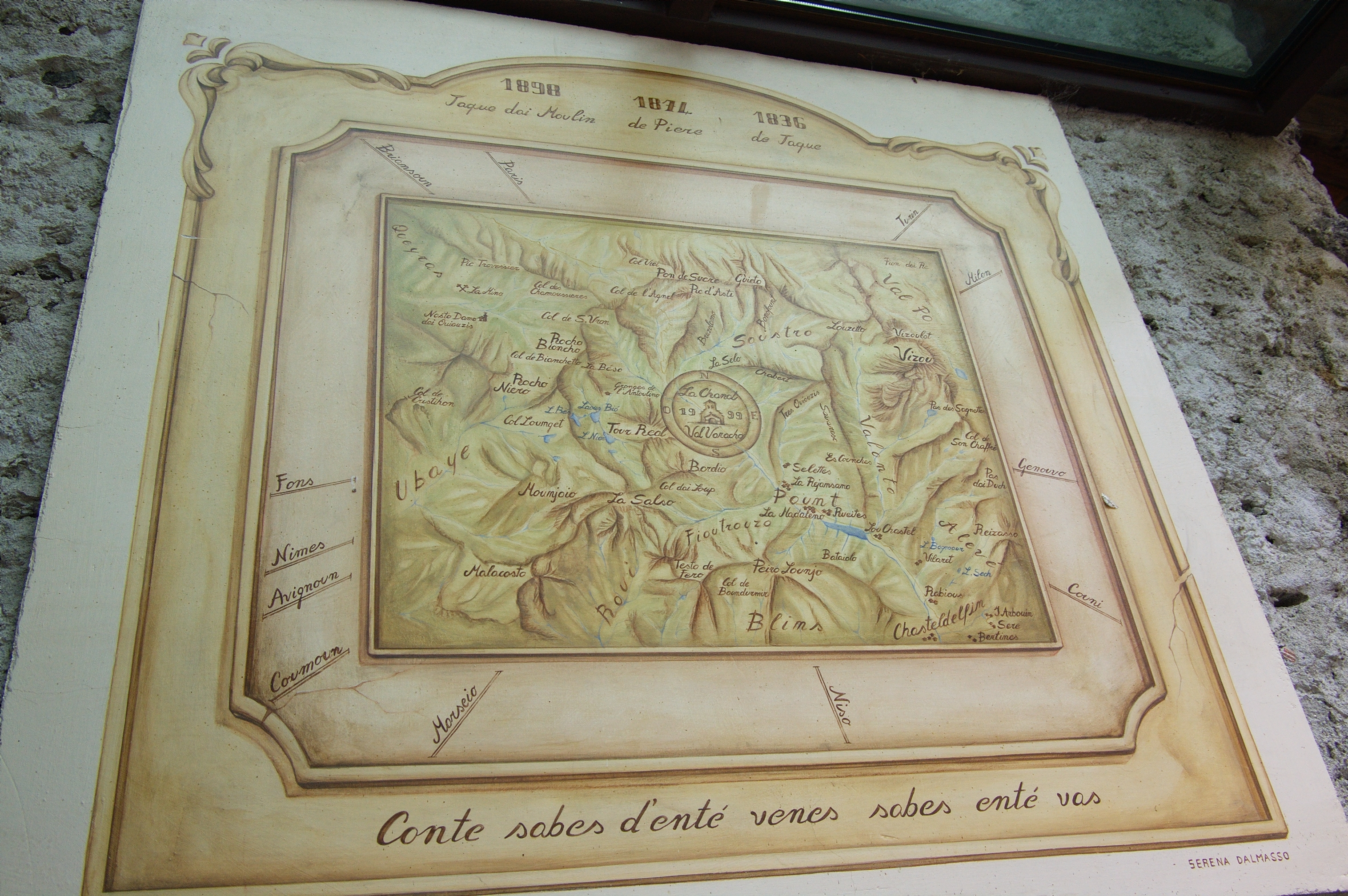
Harta Văii Varaita descrisă în limba occitană.

Văile occitane (în occitană Valadas Occitanas, în italiană Valli Occitane) constituie o parte a Occitaniei (regiunii vorbitoare de limba occitană) situată în Italia. Este un teritoriu muntos care face parte din Alpii meridionali. Se află la nord-est de la câmpiile Piemontului. Se estimează populația regiunii la 174 476 de locuitori. Vâile se întind pe teritoriul provinciilor  Cuneo și Torino.
Localitățile principale sunt Borgo San Dalmazzo (occitană Borg Sant Dalmatz), Busca (Buscha), Bueves (Boves) și Dronero (Draonier).